# Personaggi di Dr. Stone
Questa è la lista dei personaggi di Dr. Stone, manga scritto da Riichirō Inagaki e disegnato da Boichi. Gli stessi compaiono anche nella serie televisiva e nei media derivati.

## Protagonisti
Senku Ishigami (石神 千空?, Ishigami Senku)
Doppiato da: Yusuke Kobayashi e Mikako Komatsu (da bambino) (ed. giapponese), Jacopo Calatroni e Marcella Silvestri (da bambino) (ed. italiana)
Il protagonista. È molto intelligente e possiede una vasta conoscenza in ogni ambito scientifico, con un interesse particolare per l'astronomia e l'esplorazione dello spazio. Dopo essere stato pietrificato, è stato in grado di rimanere cosciente contando costantemente i secondi per 3.700 anni. Il suo obiettivo attuale è quello di ricreare la civiltà nel mondo di pietra, creando quello che lui chiama il "Regno della Scienza". Sebbene in qualche modo arrogante, in realtà è molto nobile e di buon cuore, vedendo la scienza come un mezzo per elevare tutte le persone e ha una fiducia incrollabile nei suoi amici. Dopo aver simulato la sua morte per impedire a Tsukasa di dargli la caccia, Senku fa amicizia con gli abitanti del villaggio di Ishigami e diventa il loro capo, scoprendo che è una leggenda nella comunità del villaggio grazie all'influenza esercitata da uno dei loro antenati, suo padre adottivo Byakuya, uno dei sopravvissuti alla pietrificazione originale.
Taiju Oki (大木 大樹?, Ōki Taiju)
Doppiato da: Makoto Furukawa e Matsumi Tamura (da bambino) (ed. giapponese), Marco Benedetti (ed. italiana)
Il migliore amico di Senku, nonché la seconda persona a liberarsi dalla pietrificazione. Sebbene non sia affatto intelligente come lui, è fieramente leale e compensa il suo scarso intelletto con la sua forza e resistenza. È innamorato di Yuzuriha e fa di tutto per prendersi cura di lei, specialmente quando è in pericolo. Senku fa sì che lui e Yuzuriha si uniscano all'Impero della Potenza di Tsukasa come parte del suo piano, prima di riunirsi con Senku nel villaggio Ishigami. Come membro del gruppo di potere, Taiju guida la divisione agricoltura mentre è assistito da Yo e Magma.
Yuzuriha Ogawa (小川 杠?, Ogawa Yuziriha)
Doppiata da: Kana Ichinose (ed. giapponese) e Annalisa Longo (ed. italiana)
L'amica d'infanzia di Senku e Taiju e la ragazza di cui Taiju è da sempre innamorato. È rianimata subito dopo Taiju e Tsukasa. Si iscrive al club di artigianato del suo liceo per perseguire il suo obiettivo di diventare una stilista ed è eccezionalmente talentosa nelle arti come le cuciture e gli abiti. Senku fa sì che lei e Taiju si uniscano all'Impero della Forza di Tsukasa come parte del suo piano, prima di riunirsi con Senku nel villaggio Ishigami. Successivamente Yuzuriha apre un negozio di abbigliamento diventando parte del team di artigianato e sviluppo.
Tsukasa Shishio (獅子王 司?, Shishio Tsukasa)
Doppiato da: Yūichi Nakamura (ed. giapponese) e Alessandro Zurla (ed. italiana)
Il principale antagonista della prima parte della serie, rianimato da Senku e Taiju, e il cui obiettivo è eliminare tutti gli adulti per creare un nuovo mondo senza tecnologia moderna. Prima dell'incidente della pietrificazione, era conosciuto come il liceale più forte, essendo fisicamente abbastanza potente da uccidere un leone maschio con un pugno, e ben noto per la sua immensa abilità nel mondo delle arti marziali. In seguito al conflitto con il villaggio Ishigami, Tsukasa viene tradito dal suo braccio destro Hyoga, cosa che lo spinge a collaborare con Senku. Dopo che Hyoga viene sconfitto, Tsukasa rimane gravemente ferito a causa della lotta, costringendo cosi Senku a porlo in un sonno criogenico. Quando Tsukasa viene rianimato, si schiera con Senku anche dopo che sua sorella è stata restaurata. Accompagna Senku nel suo viaggio verso il continente americano, continuando a desiderare un mondo moralmente puro dove gli innocenti non sarebbero stati sfruttati.
Kohaku (コハク?)
Doppiata da: Manami Numakura (ed. giapponese), Chiara Leoncini (ed. italiana)
Uno delle combattenti e custodi del villaggio Ishigami e sorella di Ruri. È anche la combattente più forte del villaggio, dotata di grande forza e agilità e di una vista molto acuta. Kohaku prende in simpatia Senku dopo averlo visto confrontarsi con Tsukasa e poi averla aiutata dopo che è stata quasi schiacciata da un albero, e diventa la prima alleata di Senku nel mondo della pietra come parte del gruppo di potere del regno della scienza (sebbene sia spesso infastidita dalla sua personalità e dai suoi modi). Il suo nome in giapponese significa ambra.
Chrome (クロム?, Kuromu)
Doppiato da: Gen Sato (ed. giapponese), Andrea Oldani (ed. italiana)
Un giovane abitante del villaggio Ishigami considerato uno "stregone", ma la sua "stregoneria" è il risultato di ricerche e sperimentazioni molto primitive ma minuziose su ciò che lo circonda. Dopo aver incontrato Senku, Chrome sviluppa un rispetto per il suo intelletto e diventa il suo partner e assistente in materia di scienza. Chrome ha un buon cuore e vuole curare Ruri dalla malattia da cui è afflitta, ma sa anche mostrarsi spaccone e opportunista. Quando il Regno della Scienza e i resti dell'Impero Tsukasa si uniscono in seguito alla sconfitta di Hyoga e Tsukasa, Chrome diventa uno dei cinque saggi generali e fa parte del team di artigianato e sviluppo. Il suo nome deriva da quello del metallo di transizione cromo.
Suika (スイカ?)
Doppiata da: Karin Takahashi (ed. giapponese), Deborah Morese (ed. italiana)
Una bambina del villaggio che indossa una maschera di cocomero (il suo nome in giapponese significa proprio "cocomero") che finisce per essere una degli alleati di Senku, dal momento che il ragazzo è una delle poche persone a non considerarla strana. La ragione per cui indossa la sua maschera è perché focalizza la luce in modo che lei possa percepirla meglio, dato che è molto miope. Sapendo questo, Senku le fabbrica degli occhiali. Offre spesso il suo aiuto a Senku svolgendo missioni da spia o esploratrice. In seguito alla fusione del Regno della Scienza e dell'Impero Tsukasa, Suika diventa membro della squadra di spionaggio. Dopo il secondo evento mondiale di pietrificazione, Suika è l'unica persona ad essere rilasciata come parte di una contingenza messa in atto dal Regno della Scienza; mentre diventa un'adolescente per i successivi sette anni, lavora da sola per ricreare il fluido del risveglio, riportando indietro con successo Senku e gli altri.
Gen Asagiri (あさぎりゲン?, Asagiri Gen)
Doppiato da: Kengo Kawanishi (ed. giapponese), Federico Viola (ed. italiana)
Una delle prime persone rianimate da Tsukasa, il diciannovenne Gen Asagiri era un noto prestigiatore e mentalista prima dell'incidente di pietrificazione. Nonostante non sia muscoloso come la maggior parte della gente che Tsukasa progetta di riportare indietro, le sue abilità come mentalista e l'attitudine a mentire lo rendono una risorsa piuttosto preziosa. In seguito tradirà Tsukasa, diventando amico e alleato di Senku. Quando il Regno della Scienza e i resti dell'Impero della Forza si fondono in seguito alla sconfitta di Hyoga e Tsukasa, Gen diventa uno dei Cinque saggi generali.
Ryusui Nanami (七海 龍水?, Nanami Ryūsui)
Doppiato da: Ryōta Suzuki (ed. giapponese), Matteo De Mojana (ed. italiana)
Il figlio del proprietario del Conglomerato di Nanami, rianimato da Senku dopo la battaglia con Tsukasa. Essendo un marinaio esperto, viene nominato capitano della nave Perseo, che ha contribuito a costruire come parte del team di artigianato e sviluppo, nonché uno dei Cinque Saggi Generali. Pur desiderando di riportare in auge il vecchio sistema sociale e monetario ed essendo colto nel proprio campo, si è fatto facilmente manipolare da Senku e Gen nell'aiutarli.
François (フランソワ?, Furansowa)
Doppiato da: Maaya Sakamoto (ed. giapponese), Chiara Francese (ed. italiana)
Maggiordomo di Ryusui Nanami, abile lavoratore e cuoco; è sempre impeccabile ed efficiente, e non ammette compromessi sulla qualità del proprio lavoro, di cui va particolarmente orgoglioso. Risulta più adatto alle lunghe camminate piuttosto che nella corsa. Ryusui ammette di non essere sicuro del suo vero nome, genere o nazionalità.

## Villaggio Ishigami

Ricostruzione della bandiera del Regno della Scienza

Gli abitanti del Villaggio Ishigami (石神村?, Ishigami Mura) discendono dagli astronauti sopravvissuti della Stazione Spaziale Internazionale che erano fuori dal pianeta Terra quando la luce di pietrificazione fece pietrificare tutti gli umani. È diventato il quartier generale del Regno della Scienza. Il capo villaggio viene scelto da chiunque vinca i giochi del villaggio. Quando una persona diventa il capo del villaggio, quella persona ha diritto alle risorse del villaggio.
Kinro (金狼?, Kinrō)
Doppiato da: Tomoaki Maeno (ed. giapponese), Mattia Bressan (ed. italiana)
Uno dei principali combattenti del villaggio, fa da guardia all'ingresso insieme a suo fratello Ginro, e segue rigidamente le leggi del villaggio. Come Suika, soffre di miopia, ma solo Ginro è a conoscenza di ciò. Senku in seguito gli fornirà degli occhiali. Inoltre, diventa anche parte del Power Team durante la fusione del Regno della Scienza e dell'Impero Tsukasa.
Ginro (銀狼?, Ginrō)
Doppiato da: Ayumu Murase (ed. giapponese), Alessandro Germano (ed. italiana)
Combattente e guardiano del villaggio, a differenza di suo fratello Kinro, è molto più negligente nei suoi compiti e cerca sempre di convincere qualcun altro a svolgere il suo lavoro, se possibile. Diventa uno dei principali aiutanti di Senku, oltre che membro del Power Team.
Ruri (ルリ?)
Doppiata da: Reina Ueda (ed. giapponese), Valentina Pallavicino (ed. italiana)
La sorella maggiore di Kohaku e sacerdotessa del villaggio. All'inizio della serie soffre di una malattia sconosciuta, poi rivelatasi essere una polmonite, e trovare una cura diventa il primo obiettivo del "regno della scienza" di Senku. Gli abitanti del villaggio hanno imparato alcune storie dal mondo pre-pietrificazione grazie a lei.
Kaseki (カセキ?)
Doppiato da: Mugihito (ed. giapponese), Mario Scarabelli (ed. italiana)
Un anziano artigiano del villaggio che viene arruolato per aiutare il gruppo di Senku a fabbricare vari oggetti utili al progresso scientifico. Pur avendo progettato e costruito gran parte del Villaggio Ishigami, Kaseki ha usato le sue abilità artigianali per creare lo scudo di Kohaku e gli oggetti dai diagrammi di Senku con poca pratica come vetro, motori e tubi a vuoto. Nonostante l'aspetto, ha un fisico molto muscoloso.
Magma (マグマ?, Maguma)
Doppiato da: Yasuhiro Mamiya (ed. giapponese), Francesco Rizzi (ed. italiana)
Un abitante del villaggio di Ishigami che è il più forte dei suoi abitanti e aiuta a difenderlo dagli attacchi. Svolge il ruolo di antagonista durante i giochi del villaggio, dove tenta di vincere con ogni mezzo pur di prendere in sposa Ruri e divenire capo villaggio, ma in seguito alla sua sconfitta accetta Senku come nuovo capovillaggio. Prende simpatia per Taiju a causa della sua resistenza illimitata e diventa suo aiutante. Ad un certo punto, Magma ha scambiato Gen per uno stregone.
Kokuyo (コクヨウ?, Kokuyou)
Doppiato da: Tetsuo Kanao (ed. giapponese), Marco Balzarotti (ed. italiana)
Un abitante del villaggio di Ishigami, padre di Kohaku e Ruri. Era il capo del villaggio di Ishigami al momento del risveglio di Senku. Anche se lui e Kohaku si sono spesso scontrati su cose diverse, si prese cura di Ruri quando era ammalata. Quando Senku vince i giochi del Villaggio Ishigami, lo rende il nuovo capo villaggio.
Jasper (ジャスパー?, Jasupā)
Doppiato da: Ryota Takeuchi (ed. giapponese), Claudio Ridolfo (ed. italiana)
Un abitante del villaggio di Ishigami che è un sostenitore delle regole. Durante i Giochi del Villaggio, funge da giudice di gara.
Turquoise (ターコイズ?, Tākoizu)
Doppiato da: Yō Taichi (ed. giapponese), Katia Sorrentino (ed. italiana)
Soyuz (ソ ユ ー ズ?, Soyūzu)
Doppiato da: Taito Ban (ed. giapponese), Davide Fumagalli (ed. italiana)
Un abitante calvo del Villaggio Ishigami con una grande memoria fotografica. Viene spesso mostrato senza camicia, ha una cicatrice X in cima alla testa ed è sempre scalzo. Da bambino, Soyuz era originario di un'isola che Senku chiama "L'isola del tesoro", nota anche come "regno della pietrificazione", prima che venisse espulso, dopo essere sopravvissuto a un colpo di stato causata dal ministro Ibara. Soyuz è infatti il figlio del capo del suo regno natale, che Ibara ha pietrificato. Dopo che Senku sconfigge Ibara, Soyuz diventa il nuovo leader del regno della pietrificazione.

## Impero della forza
Un gruppo separatista di umani de-pietrificati guidati da Tsukasa, che si oppone agli sforzi di Senku e del suo Regno della Scienza per ripristinare la civiltà. Tsukasa stesso ha scelto con cura i giovani con capacità fisiche o atletiche che si adattano alla sua visione darwiniana, e poi li ha rianimati con la fonte della formula di de-pietrificazione presa da Senku. Quando Hyoga è stato sconfitto e Tsukasa è entrato nel sonno criogenico, i restanti membri dell’impero uniscono le forze con il Regno della Scienza che in seguito ottenne nuovi membri da coloro che furono liberati dalla loro pietrificazione.
Hyoga (氷月?)
Doppiato da: Akira Ishida (ed. giapponese), Patrizio Prata (ed. italiana)
Hyoga è un uomo alto e abbastanza robusto, abbastanza forte da affrontare dieci combattenti tutti insieme. È rianimato da Tsukasa. Lui e alcuni combattenti dell'Impero della Potenza affrontano i migliori guerriero del Villaggio Ishigami fino a quando non è stato scoperto che Gen ha truccato le loro armi. In seguito tradisce Tsukasa causando un'alleanza tra Senku e Tsukasa per sconfiggerlo. Viene in seguito costretto da Senku ad unirsi all'equipaggio della Perseo.
Homura Momiji (紅葉 ほむら?, Momiji Homura)
Doppiata da: Aki Toyosaki (ed. giapponese), Elisa Giorgio (ed. italiana)
Una giovane donna dell'esercito di Tsukasa ed ex acrobata. Funge da braccio destro di Hyoga e svolge il ruolo di spia-esploratrice al di fuori del combattimento, tenendo d'occhio il villaggio di Ishigami dagli alberi. Qualche tempo dopo la sconfitta di Hyoga, cerca di sabotare la torre radio, ma viene catturata da Magma, Kinrou e Kohaku. Viene in seguito costretta da Senku ad unirsi all'equipaggio della Perseo.
Minami Hokutozai (北東西 南?, Hokutozai Minami)
Doppiata da: Yōko Hikasa (ed. giapponese), Ludovica De Caro (ed. italiana)
Minami era una giornalista prima della pietrificazione, che aveva una conoscenza di personaggi famosi. Dopo essere stata liberata dalla sua pietrificazione, Minami serve Tsukasa ed entrambi concordano sul fatto che il mondo prima della pietrificazione era orribile. Quando Hyoga è stato sconfitto e Tsukasa è entrato nel sonno criogenico, Minami è tra quelli che si uniscono al Regno della Scienza dove si unisce al loro Team di Informazioni.
Ukyo Saionji (さい園おん寺じ羽う京?, Saionji Ukyō)
Doppiato da: Kenshō Ono (ed. giapponese), Andrea Colombo Giardinelli (ed. italiana)
Ukyo Saionji è un soldato della JMSDF e un operatore di sonar sottomarino rilasciato dalla pietrificazione da Tsukasa. È un esperto in diverse lingue e ha un udito super sensibile. Quando lavora con Tsukasa, Ukyo divenne un arciere esperto e uno degli esploratori di Tsukasa. Attacca Chrome, Gen e Magma mentre stavano installando i pali del telefono, cosa che porta alla cattura di Chrome. Dopo la sconfitta di Hyoga e Tsukasa, Ukyo è tra quelli che si uniscono al Regno della Scienza dove diventa uno dei Cinque saggi generali.
Yō Uei (上井陽?, Uei Yō)
Doppiato da: Yoshiki Nakajima (ed. giapponese), Jona Mennite (ed. italiana)
Yō è un ufficiale di polizia che è stato rianimato da Tsukasa e uno dei membri dell'Impero della forza che si uniscono rapidamente al Regno delle Scienze di Senku. Come agente di polizia, può usare i tonfa ed è un tiratore esperto, ottenendo così una pistola da Senku. La sua caratteristica più evidente è un enorme pezzo di pietra che copre l'occhio destro
Nikki Hanada (花はな田だ仁に姫き?, Hanada Niki)
Doppiata da: Atsuma Tanezaki (ed. giapponese), Gea Riva (ed. italiana)
Una sentinella nell'esercito di Tsukasa. Dopo aver scoperto il telefono di Senku, cerca di distruggerlo, fino a quando la voce della sua cantante preferita Lilian Weinberg la fa oscillare. Dopo la sconfitta di Hyoga e Tsukasa, Nikki è tra coloro che si uniscono al Regno della Scienza dove entra a far parte del Power Team. Di solito è lei che tiene in riga Magma e Yō se fanno qualcosa di sciocco.
Mirai Shishio (獅子王 未来?, Shishiō Mirai)
Doppiata da: Manaka Iwami (ed. giapponese), Federica Simonelli, Giada Sabellico (ep. 3×11) (ed. italiana)
Mirai Shishiō è la sorella minore di Tsukasa. Prima della pietrificazione, era cerebralmente morta a seguito di un incidente d'auto. Dopo lo scontro con Tsukasa, Mirai fu restaurata da Senku, e fu anche guarita dalla formula. Rimane al fianco di Tsukasa finché Senku non lo guarisce.

## Regno della pietrificazione
Il Regno della pietrificazione (石化 王国?, Sekka ōkoku) è un regno che si trova sull'isola del tesoro, l'isola in cui si stabilirono gli astronauti della Stazione Spaziale Internazionale al ritorno sulla Terra. Come gli abitanti del Villaggio di Ishigami, anche i suoi abitanti sono i discendenti dell'equipaggio della Stazione Spaziale Internazionale. Soyuz viene da quest'isola poiché è il figlio del re.
Ibara (イバラ?)
Doppiato da: Yutaka Aoyama (ed. giapponese), Pietro Ubaldi (ed. italiana)
Ibara è il ministro del regno, fino a quando non usurpò il precedente re, che era il padre di Soyuz, e usò il dispositivo di pietrificazione per pietrificarlo e punire numerosi abitanti. Quando Senku arriva sull'isola, entra in conflitto con Ibara. Grazie a un trucco che Ryusui aveva pianificato, Senku riesce ad ingannare Ibara e ad usare il dispositivo su di lui. Ciò ha permesso a Soyuz di diventare il nuovo sovrano del regno della pietrificazione.
Amaryllis (アマリリス?, Amaririsu)
Doppiata da: Saori Onishi (ed. giapponese), Giulia Maniglio (ed. italiana)
Amaryllis è una ragazza che vive nel regno della pietrificazione. Si schiera con Senku quando viene a sapere dei suoi piani per rovesciare Ibara solo per poi essere pietrificata da lui. Dopo essere stato restaurata dopo che Senku ha sconfitto Ibara, Amaryllis aiuta Soyuz a ripristinare il popolo del regno della pietrificazione.
Kirisame (キリサメ?)
Doppiata da: Kaede Hondo (ed. giapponese), Federica Simonelli (ed. italiana)
Kirisame è una abitante del regno della pietrificazione che è una delle sue guerriere più forti. Nella sua prima apparizione, fu responsabile della pietrificazione dell'equipaggio della Perseo. Kirisame è successivamente tra quelli pietrificati da Ibara. Dopo che Senku sconfigge Ibara, è tra quelli restaurati e riconosce Soyuz come nuovo sovrano dell'isola. Kirisame in seguito si unisce al Regno della Scienza.
Matsukaze (松風?)
Matsukaze è un abitante del regno della pietrificazione che si è pietrificato secoli fa nell'evento in cui molte armi di pietrificazione sono cadute dal cielo. Ad un certo punto, il suo corpo pietrificato finì nel mare e fu raccolto da Taiju. Matsukaze rimase pietrificato mentre gli mancava un braccio. Quando il suo braccio fu recuperato e riattaccato, Matsukaze fu risvegliato e vide che Ginro somigliava al suo defunto padrone. Si unisce al Regno della Scienza dove diventa la guardia del corpo di Ginro.
Oarashi (オオアラシ?)
Doppiato da: Taiten Kusunoki (ed. giapponese), Diego Baldoin (ed. italiana)
Oarashi è un guerriero del regno della pietrificazione che sfoggia un copricapo di sciacallo. Mentre è abbastanza forte da sconfiggere Magma e Kinro, non ha potuto competere con Taiju.
Moz (モ ズ?, Mozu)
Doppiato da: Kazuyuki Okitsu (ed. giapponese), Omar Maestroni (ed. italiana)
Moz è un abitante del regno della pietrificazione che è uno dei suoi guerrieri più forti. In seguito è tra quelli pietrificati dal dispositivo di pietrificazione di Ibara. Dopo la sconfitta di Ibara, Moz viene ripristinato da Senku su suggerimento di Hyoga e si unisce al Regno della Scienza.

## Colonia americana
Dr. Xeno Houston Wingfield (Dr.ゼノ・ヒューストン・ウィングフィールド?, Dokutā Zeno Hyūsuton Wingufīrudo)
Doppiato da: Kenji Nojima (ed. giapponese), Paolo De Santis (ed. italiana)
Ex scienziato NASA, è il leader della colonia formata negli Stati Uniti ed è un genio scientifico alla pari di Senku
Stanley Snyder (スタンリー・スナイダー?, Sutanrī Sunaidā)
Doppiato da: Kōji Yusa (ed. giapponese), Giuseppe Palasciano (ed. italiana)
Stanley Snyder è un agente militare e il secondo in comando del dottor Xeno.
Brody Dudley (ブロディ・ダドリー?, Burodi Dadorī)
Doppiato da: Hiroki Yasumoto (ed. giapponese), Renzo Ferrini (ed. italiana)
Brody Dudley è un ufficiale militare e il meccanico della colonia americana.

## Stazione spaziale internazionale
Byakuya Ishigami (石神 百夜?, Ishigami Byakuya)
Doppiato da: Keiji Fujiwara (st.1-2) Satoshi Mikami (st.3-in poi)(ed. giapponese), Lorenzo Scattorin (ed. italiana)
Byakuya è il padre adottivo di Senku, un ex insegnante, e uno degli astronauti sulla Stazione Spaziale Internazionale nel momento in cui il popolo della Terra venne pietrificato. Quando lui e i suoi compagni astronauti tornarono sulla Terra e si resero conto dell'accaduto, Byakuya li condusse a stabilire il Villaggio Ishigami. Inoltre, Byakuya ha raccolto i metalli rari che possono essere utilizzati da Senku quando alla fine riesce a liberarsi. Senku trovò un disco capsula del tempo che Byakuya gli lasciò dopo aver appreso dalle centinaia di storie.
Lillian Weinberg (リリアン・ワインバーグ?, Ririan Wainbāgu)
Doppiata da: Lynn (ed. giapponese), Elisa Giorgio (ed. italiana)
Lillian Weinberg è una cantante americana, e uno degli astronauti della Stazione Spaziale Internazionale nel momento in cui il popolo della Terra venne pietrificato. Anni dopo lei e Byakuya si sposarono ed entrambi ebbero dei figli. Sono gli antenati degli abitanti del villaggio di Ishigami.
Connie Lee (コニー・リー?, Konī Rī)
Doppiata da: Hisako Kanemoto (ed. giapponese), Ludovica De Caro (ed. italiana)
Connie Lee è una dipendente della NASA che era uno degli astronauti sulla Stazione Spaziale Internazionale al tempo in cui il popolo della Terra venne pietrificato.
Shamil Volkov (シャミール・ヴォルコフ?, Shamīru Vuorukofu)
Doppiato da: Showtaro Morikubo (ed. giapponese), Matteo De Mojana (ed. italiana)
Shamil Volkov è un cosmonauta russo, un ex pilota, e marito di Connie Lee, che era uno degli astronauti sulla Stazione Spaziale Internazionale al tempo in cui il popolo della Terra venne pietrificato. Ha contribuito a stabilire il villaggio di Ishigami.
Darya Nikitina (ダリヤ・ニキーチナ?, Dariya Nikīchina)
Doppiata da: Rie Tanaka (ed. giapponese), Paola Della Pasqua (ed. italiana)
Darya Kikitina è una cosmonauta e dottoressa russa, e una degli astronauti sulla Stazione Spaziale Internazionale al tempo in cui il popolo della Terra venne pietrificato.
Yakov Nikitin (ヤコフ・ニキーチン?, Yakofu Nikīchin)
Doppiato da: Kanehira Yamamoto (ed. giapponese), Matteo Brusamonti (ed. italiana)
Yakov Nikitin è un cosmonauta russo, medico e marito di Darya Nikitina che era uno degli astronauti della Stazione Spaziale Internazionale al tempo in cui il popolo della Terra venne pietrificato.